# راککلیف، کامبریا
راککلیف (به انگلیسی: Rockcliffe) یک روستا و محله مدنی در بریتانیا است که در کارلایل واقع شده‌است. راککلیف ۷۷۹ نفر جمعیت دارد.